# ハンナ・パカリネン
ハンナ・パカリネン（Hanna Pakarinen, 1981年4月17日 - ）は、フィンランドのポップソング歌手である。

## 来歴
南スオミ州南カルヤラ県のラッペーンランタで生まれる。
20代前半くらいまではフォークリフト運転手の仕事をしていた。フィンランドのバンド「レインド」のメンバーでもあった。
2004年最初のフィンランド版Idols（テレビ番組）で優勝した。

## ディスコグラフィ

### アルバム
- When I Become Me（2004年）
- Stronger（2005年）
- Lovers（2007年）